# Kandyda Maria od Jezusa
Kandyda Maria od Jezusa, właśc. Joanna Józefa Cipitria y Barriola, bask. Juana Josefa Cipitria y Barriola (ur. 31 maja 1845 w Andoain, zm. 9 sierpnia 1912 w Salamance) – baskijska zakonnica, założycielka Zgromadzenia Córek Jezusa, święta Kościoła katolickiego.
W 1865 roku, mając 20 lat poszła do pracy, aby utrzymać rodzinę. Szczególnie oddawała się modlitwie. W dniu 8 grudnia 1871 roku założyła zgromadzenie zakonne Córek Jezusa (hiszp. Congregación de las Hijas de Jesús, FJ) przyjmując imię Kandyda.
Zmarła 9 sierpnia 1912 roku mając 67 lat w opinii świętości.
Została beatyfikowana przez papieża Jana Pawła II w dniu 12 maja 1996, a kanonizowana przez Benedykta XVI w dniu 17 października 2010 na Placu Świętego Piotra w Rzymie.